# Улица Раннамыйза
Улица Ра́ннамыйза, также Ра́ннамыйза-те́э и Ра́ннамыйза те́э (эст. Rannamõisa tee) — улица в Таллине, столице Эстонии. 

## География
Проходит в микрорайонах Пикалийва, Тискре и Хааберсти района Хааберсти. Начинается от перекрёстка улицы Эхитаяте и Палдиского шоссе, идёт на северо-запад и недалеко от посёлка Табасалу переходит в Клоогаское шоссе.
Протяжённость — 2667 м.

## История
Улица  получила своё название 19 сентября 1959 года. До этого она называлась улицей Тискре (эст. Tiskre tee, нем. Tischerscher Weg) и улицей Фишмейстри эст. Fišmeistri tee, нем. Fischmeisterscher Weg). Название Тискре она получила по расположенной рядом с улицей деревней Тискре. Название Фишмейстри произошло от названия летней мызы Фишмейстершер.

## Общественный транспорт
По улице курсируют городские автобусы маршрутов № 4, 21А, 41 и 41В.

## Застройка
Улица Раннамыйза имеет очень редкую застройку. Самый большой номер дома — 50. Возведённые рядом с улицей Раннамыйза частные жилые и малоэтажные квартирные дома в основном имеют регистрационный адрес пересекающихся с ней улиц.

## Предприятия и организации
- Rannamõisa tee 6 — супермаркет «Kakumäe Selver», построен в 2009 году;
- Rannamõisa tee 8 — двухэтажное  офисно-торговое здание, построено в 2008 году.
- Rannamõisa tee 38d — бизнес-дом «Тискре» (Tiskre Ärimaja), трёхэтажное здание, построенное в 2017 году.